# Phlugis permutata
Phlugis permutata är en insektsart som beskrevs av Kästner 1932. Phlugis permutata ingår i släktet Phlugis och familjen vårtbitare. Inga underarter finns listade i Catalogue of Life.